# Sicus ferrugineus
Espèce
Synonymes
- Conops ferruginea Linnaeus 1761
- Conops cessans Harris 1776

Sicus ferrugineus est une espèce d'insectes diptères de la famille des Conopidae et du genre Sicus dont elle est l'espèce-type. À l'instar des Conopidae, S. ferrugineus est un parasitoïde solitaire dont les larves se nourrissent d'hyménoptères et plus particulièrement de bourdons. Cette espèce est commune et répandue sur l'ensemble de l'écozone paléarctique. Sicus ferrugineus est l'une des premières espèces de Conopidae à avoir été décrite sous le nom de Conops ferruginea par Linnaeus en 1761 dans son Systema naturae.

## Description

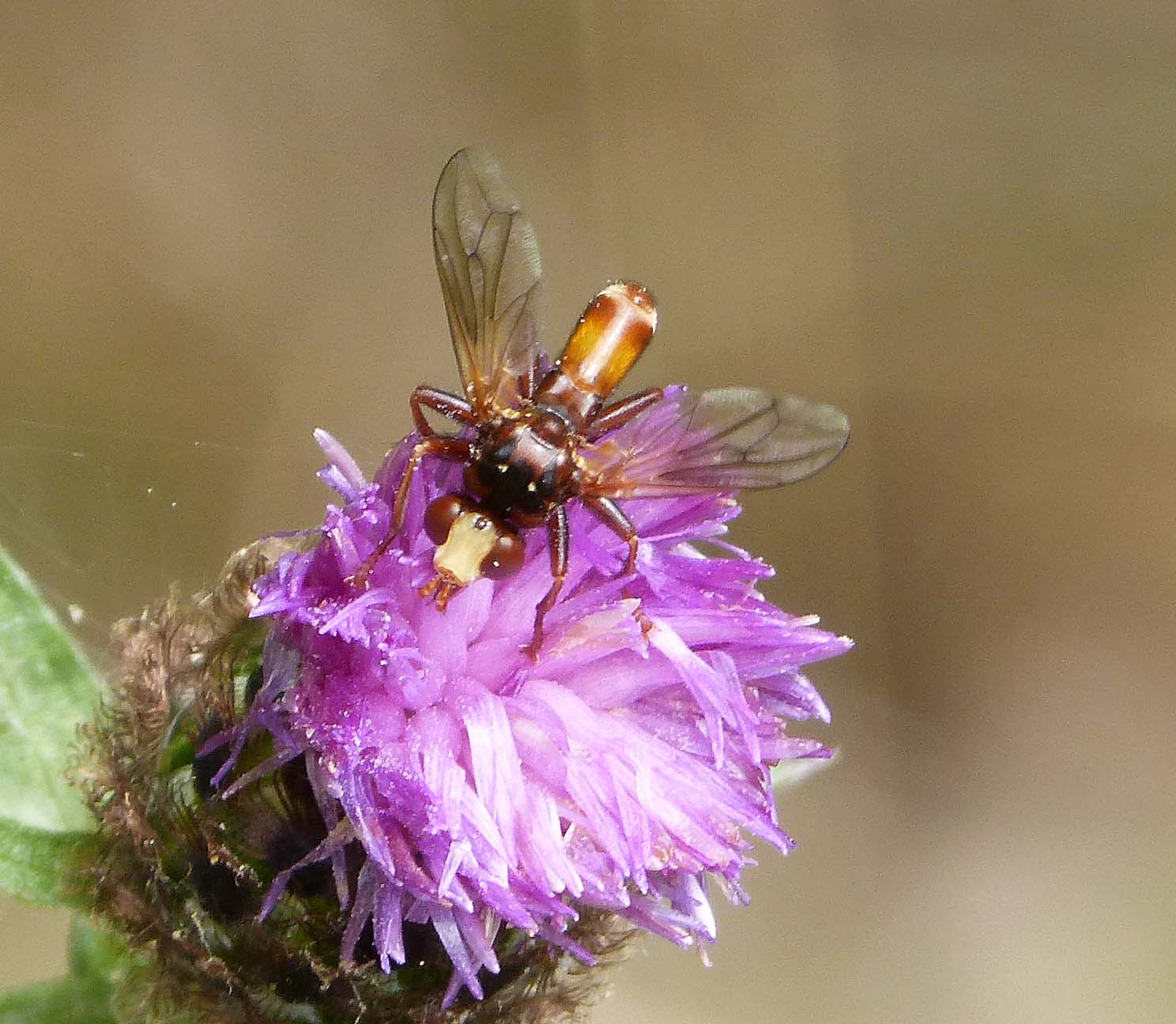
Butinage (Worcestershire, Royaume-Uni).

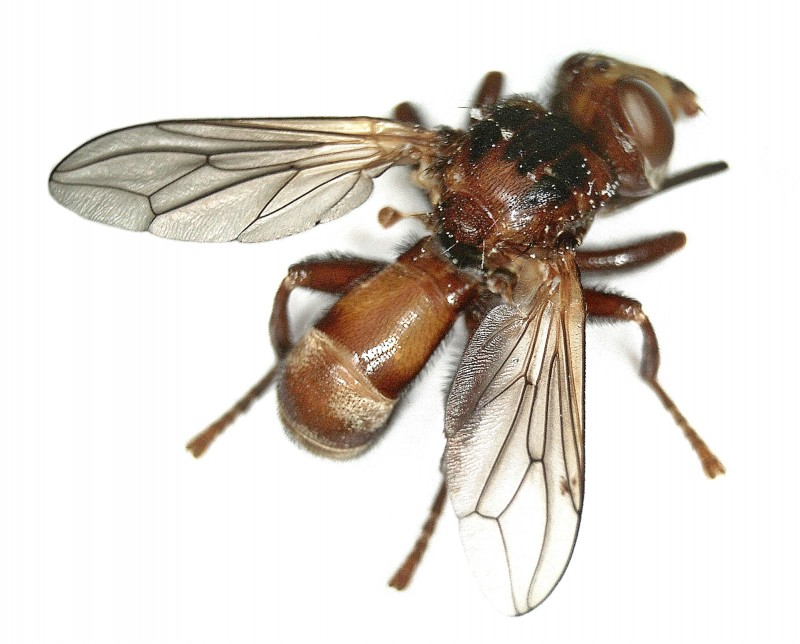
Sicus ferrugineus mâle (Pays-Bas).

L'imago de Sicus ferrugineus mesure de 8 à 13 mm de long et est orné d'une coloration brun rougeâtre à brun foncé, caractéristique qui lui a donné son épithète : du latin ferruginosus (« rouille de fer »). Sa tête est assez grosse et gonflée, munie d'un front et d'un vertex jaune aux côtés parallèles. Ses antennes courtes sont rousses, leur deuxième segment a la même longueur ou est plus long que le troisième. Ses grands yeux sont rougeâtres. Ses pattes et les derniers segments de son abdomen sont souvent assombris. Ses ailes transparentes sont colorées de jaune-orange à leur base. En position de repos, l'abdomen est généralement replié vers l'avant, particularité qui a donné son nom au genre : le terme Sicus provenant du latin Sica, un poignard recourbé des Daces,.
Chez les femelles, l'abdomen est long et mince, le deuxième segment abdominal étant presque deux fois plus long que large, et la theca très petite, à peine visible, cette dernière caractéristique permettant de la différencier clairement des autres espèces du genre Sicus. Chez le mâle, l'abdomen est épaissi et le deuxième segment abdominal est un peu plus long. Il est actuellement impossible de différencier les mâles S. ferrugineus des espèces S. fusenensis, S. alpinus et S. abdominalis. 

## Éthologie

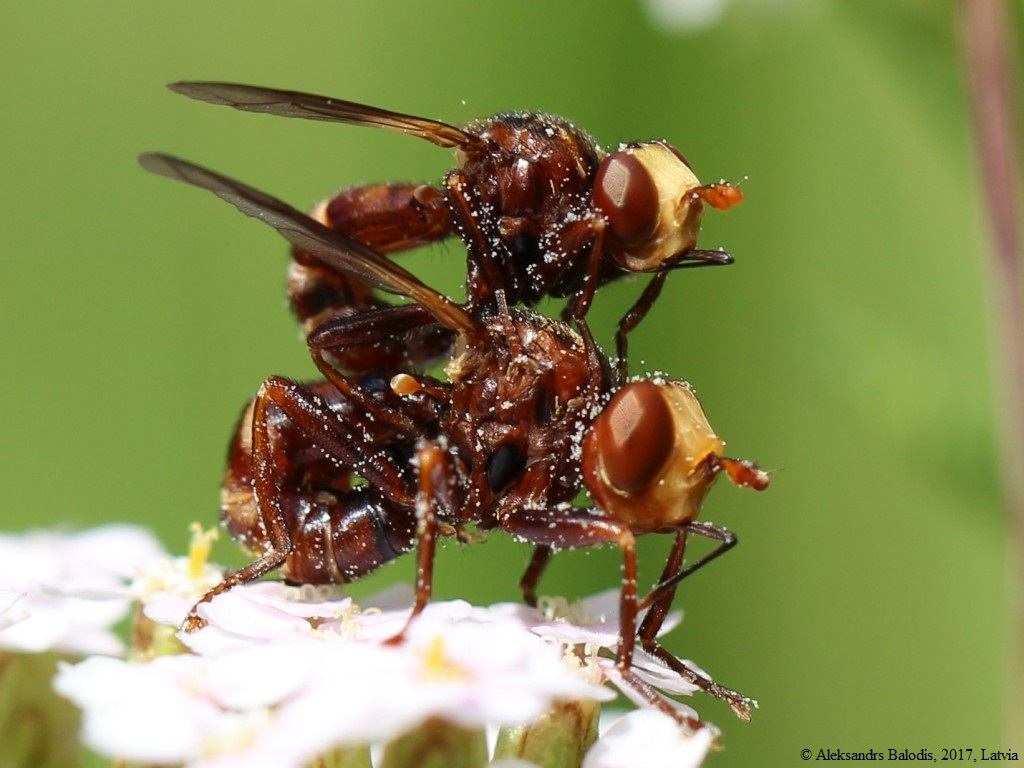
Accouplement de Sicus ferrugineus.

Les imagos se rencontrent de mai à septembre dans les prairies naturelles et les haies entourant ces dernières. Étant floricoles, ils butinent diverses fleurs telles que diverses Asteraceae (Hieracium pilosella, Cirsium sp.), des Apiaceae (Petroselinum sp., Heracleum sphondylium), des Onagraceae (Chamerion angustifolium), des Lamiaceae (Teucrium scorodonia) et des Rosaceae (Rubus fruticosus).
Les Sicus femelles parasitent les bourdons lorsque l'hôte est en vol ou se nourrit d'une fleur. Après une vive poursuite, un seul œuf est arrimé au corps de l'hôte, grâce à une structure micropillaire qui s'emmêle aux poils du bourdon. Les deux premiers stades larvaires se nourrissent d'hémolymphe ; le troisième et dernier stade consomme les tissus. La pupaison a lieu dans l'hôte, celui-ci mourant peu de temps avant cet événement. Les pupes hivernent à l'intérieur de l'hôte mort jusqu'à ce que la prochaine génération de mouches apparaisse au début de l'année suivante. En règle générale, une seule génération par an est produite. Il semble que S. ferrugineus porte une préférence pour les espèces de Bombus de grande taille.
Les hôtes de la larve enregistrés concernent les espèces Bombus hortorum, Bombus hypnorum, Bombus lapidarius, Bombus lucorum, Bombus pascuorum, Bombus pratorum et Bombus terrestris. Certaines mentions semblent douteuses, il s'agit d'Andrènes telles que A. pilipes et A. thoracica, certains Anthidium, Dasypoda altercator et Vespula vulgaris.

## Distribution
Sicus ferrugineus est une espèce commune et répandue sur l'ensemble de l'écozone paléarctique. Cependant, la plupart des publications passées et présentes ne distinguent pas S. ferruginineus de manière fiable des autres espèces de Sicus similaires. Toutes les mentions publiées dans les archives orientales et paléarctiques doivent par conséquent être traitées avec prudence. 
Cette espèce est mentionnée au sein des écozones afrotropique : Émirats arabes unis ; indomalaise : Inde ; et paléarctique: Albanie, Algérie, Andorre, Arménie, Autriche, Biélorussie, Belgique, Bulgarie, Chine, Croatie, République tchèque, Danemark, Espagne, Estonie, Finlande, France, Grande-Bretagne, Grèce, Hongrie, Irlande, Italie, Japon, Kazakhstan, Kirghizistan, Lettonie, Liban, Lituanie, Luxembourg, Mongolie, Monténégro, Maroc, Ouzbékistan, Pays-Bas, Corée du Nord, Norvège, Territoires palestiniens, Pologne, Portugal, Romanie, Russie asiatique, Russie européenne, Slovaquie, Slovénie, Suède, Suisse, Syrie, Tunisie, Turquie, Turkménistan et Ukraine,.